# Commissaire Permilleux
 (juin 2012).
Si vous disposez d'ouvrages ou d'articles de référence ou si vous connaissez des sites web de qualité traitant du thème abordé ici, merci de compléter l'article en donnant les références utiles à sa vérifiabilité et en les liant à la section « Notes et références ».
Le commissaire Charles Permilleux, responsable du Service des affaires juives rattaché en 1943 à la Police judiciaire, est chargé à partir de novembre 1942 d'arrêter les juifs en infraction avec les ordonnances allemandes. 
L'historien Jean-Marc Berlière écrit que Permilleux dirige « sans état d'âme » un service qui a vocation à gérer les perquisitions et arrestations, « multiplie les opérations d'initiative et établit les procédures légales pour les transferts à Drancy des israélites arrêtés »
La brigade du commissaire Permilleux est formée de cinquante inspecteurs, qui enquêtent à partir de dénonciations parvenues au Service juif de la Gestapo. La brigade doit les identifier et les localiser, car souvent les dénonciations sont imprécises et les juifs tentent de se cacher.
5175 juifs sont ainsi arrêtés par la "brigade Permilleux" entre novembre 1942 et août 1944, avant d'être remis aux nazis et déportés - pour la plupart sans retour.
En 1945, Charles Permilleux est révoqué par la commission d’épuration de la police et suspendu par le préfet, en attendant la décision de justice qui intervient le 3 juin 1946. L'ancien commissaire est mis à la retraite d’office sans droit dès 1947. Deux ans plus tard, l’arrêté qui met un terme peu glorieux à sa carrière se voit cassé par le Conseil d’Etat pour « vice de forme ». Le zélé fonctionnaire de Vichy est rétabli dans tous ses droits : il percevra sa pension de retraite et achèvera sa vie sans être autrement inquiété. 